# Gagarin. Pervyy v kosmose
Gagarin. Pervyy v kosmose (cirílico: Гагарин. Первый в космосе) é um filme russo de 2013, do gênero drama histórico-biográfico, dirigido por Pavel Parkhomenko.
O filme se desenrola durante num único dia, 12 de abril de 1961, quando Gagárin ficou em órbita da Terra. O filme se baseia na descrição dos pensamentos e sensações do primeiro cosmonauta durante aquele voo.

## Sinopse
O filme é dedicado a Iúri Gagárin e conta sua infância e a preparação para o voo, passando pelo relacionamento com sua esposa e com Sergei Korolev.

## Elenco
| Ator               | Papel              |
| ------------------ | ------------------ |
| Yaroslav Zhalnin   | Yuri Gagarin.      |
| Mikhail Filippov   | Sergei Korolev.    |
| Olga Ivanova       | Valentina Ivanova. |
| Vadim Michman      | Gherman Titov.     |
| Vladimir Steklov   | Nikolai Kamanin.   |
| Viktor Proskurin   | Pai de Gagarin.    |
| Nadezhda Markina   | Mãe de Gagarin.    |
| Vladimir Chuprikov | Nikita Khrushchev  |